# ناحیه سادروپ جونگخار
سادروپ جونگخار (به لاتین: Samdrup Jongkhar District) یک ناحیه در بوتان است. سادروپ جونگخار ۱٬۸۷۸ کیلومتر مربع مساحت و ۳۵٬۰۷۹ نفر جمعیت دارد.